# El genio del dub
«El genio del dub» es una canción de 1987 de la banda de rock argentina Los Fabulosos Cadillacs, escrita por Vicentico, Ricciardi, Rotman, Cianciarulo, e incluida en el álbum Yo te avisé. Es una de las canciones más representativas y populares de la banda, logrando ser reconocida en toda Hispanoamérica, lo que les llevó a tener éxito internacional.

## Vídeo musical
El videoclip, se muestran varias tomas de lugares y personas y a la banda cantando en vivo y a todo color la canción.

## Premios y nominaciones
| Año  | Publicación          | País          | Lista                                               | Puesto |
| ---- | -------------------- | ------------- | --------------------------------------------------- | ------ |
| 2006 | Alborde              | EUA           | 500 canciones del Rock Iberoamericano               | 53°    |
| 2009 | Rock en las Américas | Latinoamérica | Las 120 mejores canciones del rock hispanoamericano | 104°   |